# Gerhard Landgraf
Gerhard Landgraf (* 20. September 1931 in  Dresden) ist ein deutscher Architekt.

## Leben

### Biographie
Landgraf wuchs im Dresdner Zentrum auf und erlebte dort auch die Luftangriffe auf Dresden. Die Familie floh nach Gompitz. Sie wohnte in einer Gärtnerei, in der Landgraf auch arbeitete. Von 1946 bis 1949 absolvierte er eine Lehre als Maurer und Zimmermann. Er studierte dann von 1949 bis 1952 an der Ingenieurschule für Bauwesen, Fachrichtung Architektur, in Dresden und Leipzig.
Von 1951 bis 1996 war er unter Johannes Rascher und Günter Gruner als Planungs- und Bauleiter im Büro für „Gesellschaftsbauten Bauplanung Sachsen Sitz Dresden“ tätig. In seinem ersten Projekt arbeitete Landgraf an der Neugestaltung des Altmarkts mit. 1996 trat er in den Ruhestand und lebt seither in Dresden.

### Auszeichnungen
1966 erhielt er die Medaille „Erbauer des Stadtzentrum Dresden“. Im Jahre 1973 erhielt er den Architekturpreis der Deutschen Demokratischen Republik für das Rundkino in der Dresdner Prager Straße und wurde ein Jahr später mit dem „Nationalpreis der DDR für Kunst und Literatur im Kollektiv“  für die Prager Straße ausgezeichnet. Die  Ehrenurkunde des BdA der DDR erhielt er 1978. Ein Jahr später wurde er mit dem Architekturpreis der DDR für das Gesamtwerk Prager Straße ausgezeichnet, gefolgt von der Auszeichnung mit der Karl-Friedrich-Schinkel-Medaille der DDR im Jahre 1980.

## Werke (Auswahl)

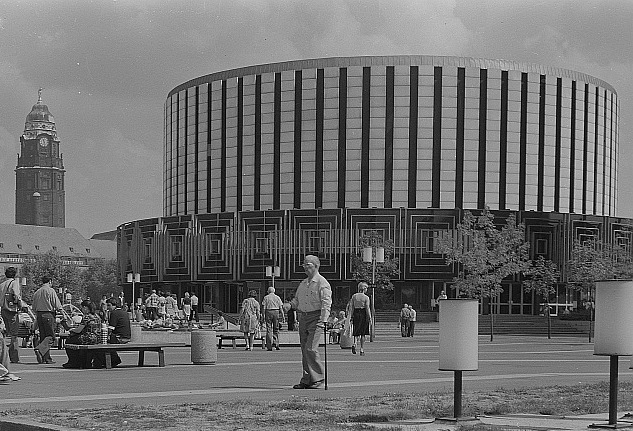
Rundkino Dresden

Die Literatur gibt folgende Werke an:
- 1968–1972: Rundkino Dresden, Prager Straße
- Ensemble von vier dreistrahligen Sternhäusern.[3]
- Ambulatorium im Eisenhüttenkombinat in Schwedt
- Labor- und Institutsgebäude für tierischen Forstschutz in Graupa
- Zwei Pavillonbauten in der Mittelachse Prager Straße in Dresden
- Komplexarchitekt für das Wohngebiet Dresden-Prohlis
- Rekonstruktion des denkmalgeschützten Gebäudes „Fachschule für Elektrotechnik“, Strehlener Str., in Dresden[2]